# Andenne
Andenne è una città belga di 24 557 abitanti nella Vallonia (provincia di Namur), situata sulla Mosa.
Il centro urbano si sviluppò attorno al monastero fondato nel 692 da santa Begga, madre di Pipino di Herstal, divenuto dal X secolo una collegiata di canonichesse nobili. Divenne un centro rinomato per la produzione di ceramiche. Conserva ancora la collegiata di Sainte-Begge e il ricco Musée de Céramique.

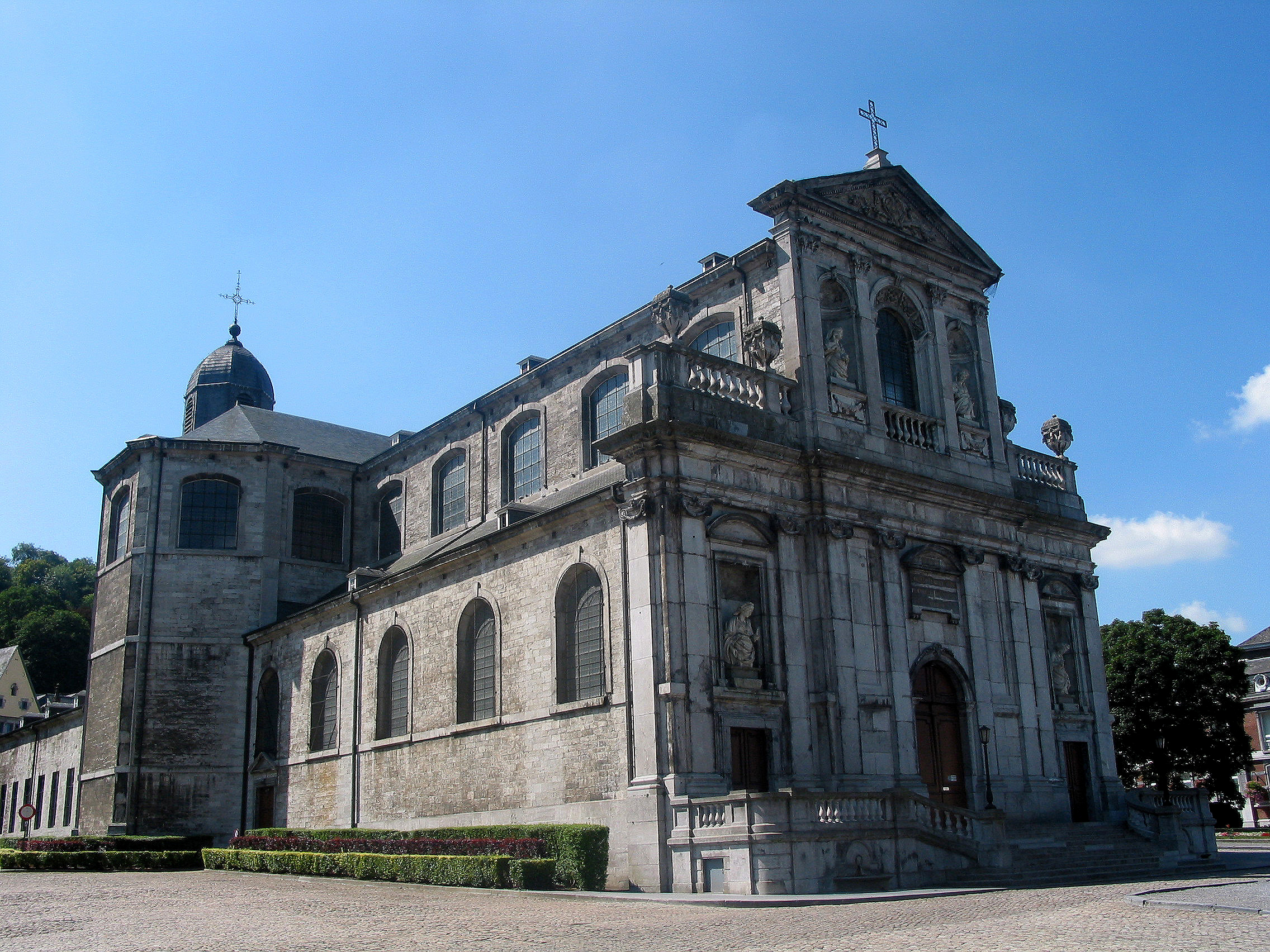
La collegiata di Sainte-Begge